# Stora Lulevatten
Stora Lulevatten („Großer Lule-See“) ist ein See in der Provinz Norrbottens län in Nordschweden, der vom Fluss Stora Luleälven durchflossen wird. Er hat eine größte Breite von 6 und eine Länge von etwa 40 Kilometern.
Bei dem Gewässer handelt es sich um den größten einer Reihe von 15 Stauseen entlang des Flusses, die zur Elektrizitätsgewinnung errichtet wurden. 
Am Nordufer des Sees entlang führt eine Stichstraße hinauf in das Gebiet des Stora Sjöfallets Nationalparks. Am Südufer gibt es einige kleinere Ansiedlungen, die aber verkehrsmäßig kaum erschlossen und im Grunde nur per Boot erreichbar sind.